# Lömmelscheid
Lömmelscheid ist ein Ortsteil von Halver im Märkischen Kreis im Regierungsbezirk Arnsberg in Nordrhein-Westfalen (Deutschland). 

## Lage und Beschreibung
Lömmelscheid liegt auf 300 Meter über Normalnull im nordöstlichen  Halver am Fuß der 350 Meter über Normalnull hohe Erhebung Susannenhöhe. Nachbarorte sind Steinbach, In der Hälver, Bruch, Oeckinghausen, Mittelcarthausen und Carthausen, sowie Heesfeld, Heesfelder Hammer und die Heesfelder Mühle.

## Geschichte
Lömmelscheid wurde erstmals 1793 urkundlich erwähnt und entstand vermutlich um 1760 als ein Pachtkotten von Carthausen.
Im Jahre 1818 lebten sechs Einwohner im Ort. Lömmelscheid gehörte 1838 der Oeckinghauser Bauerschaft innerhalb der Bürgermeisterei Halver an. Der laut der Ortschafts- und Entfernungs-Tabelle des Regierungs-Bezirks Arnsberg als Kotten kategorisierte Ort besaß zu dieser Zeit ein Wohnhaus, eine Fabrik bzw. Mühle und ein landwirtschaftliches Gebäude. Zu dieser Zeit lebten sechs Einwohner im Ort, allesamt evangelischen Glaubens.
Das Gemeindelexikon für die Provinz Westfalen von 1887 gibt eine Zahl von 18 Einwohnern an, die in zwei Wohnhäusern lebten.